# Блохин, Александр Иванович (художник)
Алекса́ндр Ива́нович Блохи́н (10 (22) декабря 1877, Палех, Владимирская губерния ― 5 апреля 1944, СССР) ― русский советский живописец.

## Биография
Родился в 1877 году в селе Палех (ныне ― Ивановская область) в семье потомственных иконописцев. В 1887―1893 годах был учеником М. Н. Сафонова. В течение нескольких десятилетий занимался росписью икон. В 1925―1928 годах работал в Палехской артели древней живописи.
Занимался росписью на изделиях из папье-маше (шкатулки, портсигары, пудреницы) на литературные сюжеты, также выполнял жанровые и батальные композиции.
С 1932 — участник экспозиций в Москве: «XV лет РККА» (1933), выставке народного творчества (1937); принимал участие во Всемирных выставках в Париже (1937) и Нью-Йорке (1939), в росписи павильона «Сибирь» на Всесоюзной сельскохозяйственной выставке в 1939 году.
Произведения Александра Блохина представлены в ряде музеев России. Среди них ― Всероссийский музей декоративно-прикладного и народного искусства, Государственный литературный музей, Всероссийский музей А. С. Пушкина, Музей палехского искусства и другие.
Умер 5 апреля 1944 года, был похоронен на своей малой родине.

## Семья
Сын ― Алексей (1903―1969), живописец-миниатюрист.